# Lijst van fractievoorzitters van de VVD in de Eerste Kamer
Hieronder staat een lijst van fractievoorzitters van VVD in de Eerste Kamer.

## Fractievoorzitters
| Fractievoorzitter                        | Fractievoorzitter                                      | Termijn                            | Periode   |
| ---------------------------------------- | ------------------------------------------------------ | ---------------------------------- | --------- |
|                                          | mr. A.N Molenaar (1888–1958)                           | 28 januari 1948 – 21 november 1958 | 1948–1951 |
| 1951–1952                                | mr. A.N Molenaar (1888–1958)                           | 28 januari 1948 – 21 november 1958 |           |
| 1952–1955                                | mr. A.N Molenaar (1888–1958)                           | 28 januari 1948 – 21 november 1958 |           |
| 1955–1956                                | mr. A.N Molenaar (1888–1958)                           | 28 januari 1948 – 21 november 1958 |           |
| 1956–1960                                | mr. A.N Molenaar (1888–1958)                           | 28 januari 1948 – 21 november 1958 |           |
| H. (Harm) van Riel                       | mr. H. (Harm) van Riel (1907–1980)                     | 2 december 1958 – 3 juni 1976      |           |
| H. (Harm) van Riel                       | mr. H. (Harm) van Riel (1907–1980)                     | 2 december 1958 – 3 juni 1976      | 1960–1963 |
| H. (Harm) van Riel                       | mr. H. (Harm) van Riel (1907–1980)                     | 2 december 1958 – 3 juni 1976      | 1963–1966 |
| H. (Harm) van Riel                       | mr. H. (Harm) van Riel (1907–1980)                     | 2 december 1958 – 3 juni 1976      | 1966–1969 |
| H. (Harm) van Riel                       | mr. H. (Harm) van Riel (1907–1980)                     | 2 december 1958 – 3 juni 1976      | 1969–1971 |
| H. (Harm) van Riel                       | mr. H. (Harm) van Riel (1907–1980)                     | 2 december 1958 – 3 juni 1976      | 1971–1974 |
| H. (Harm) van Riel                       | mr. H. (Harm) van Riel (1907–1980)                     | 2 december 1958 – 3 juni 1976      | 1974–1977 |
| H.V. (Haya) van Someren                  | H.V. (Haya) van Someren (1926–1980)                    | 3 juni 1976 – 12 november 1980     |           |
| H.V. (Haya) van Someren                  | H.V. (Haya) van Someren (1926–1980)                    | 3 juni 1976 – 12 november 1980     | 1977–1980 |
| H.V. (Haya) van Someren                  | H.V. (Haya) van Someren (1926–1980)                    | 3 juni 1976 – 12 november 1980     | 1980–1981 |
| G. (Guus) Zoutendijk                     | dr. G. (Guus) Zoutendijk (1929–2005)                   | 25 november 1980 – 23 juni 1987    |           |
| G. (Guus) Zoutendijk                     | dr. G. (Guus) Zoutendijk (1929–2005)                   | 25 november 1980 – 23 juni 1987    | 1981–1983 |
| G. (Guus) Zoutendijk                     | dr. G. (Guus) Zoutendijk (1929–2005)                   | 25 november 1980 – 23 juni 1987    | 1983–1986 |
| G. (Guus) Zoutendijk                     | dr. G. (Guus) Zoutendijk (1929–2005)                   | 25 november 1980 – 23 juni 1987    | 1986–1987 |
| D. (David) Luteijn                       | ir. D. (David) Luteijn (1943)                          | 23 juni 1987 – 13 juni 1995        | 1987–1991 |
| D. (David) Luteijn                       | ir. D. (David) Luteijn (1943)                          | 23 juni 1987 – 13 juni 1995        | 1991–1995 |
| F. (Frits) Korthals Altes                | mr. F. (Frits) Korthals Altes (1931–2025)              | 13 juni 1995 – 11 maart 1997       | 1995–1999 |
| L. (Leendert) Ginjaar                    | dr. L. (Leendert) Ginjaar (1928–2003)                  | 11 maart 1997 – 14 september 1999  | 1995–1999 |
| L. (Leendert) Ginjaar                    | dr. L. (Leendert) Ginjaar (1928–2003)                  | 11 maart 1997 – 14 september 1999  | 1999–2003 |
| N.H. (Nicoline) van den Broek-Laman Trip | jkvr. N.H. (Nicoline) van den Broek- Laman Trip (1937) | 14 september 1999 – 1 mei 2005     |           |
| N.H. (Nicoline) van den Broek-Laman Trip | jkvr. N.H. (Nicoline) van den Broek- Laman Trip (1937) | 14 september 1999 – 1 mei 2005     | 2003–2007 |
| U. (Uri) Rosenthal                       | dr. U. (Uri) Rosenthal (1945)                          | 1 mei 2005 – 14 oktober 2010       |           |
| U. (Uri) Rosenthal                       | dr. U. (Uri) Rosenthal (1945)                          | 1 mei 2005 – 14 oktober 2010       | 2007–2011 |
| G.J. (Fred) de Graaf                     | mr. G.J. (Fred) de Graaf (1950)                        | 14 oktober 2010 – 22 februari 2011 |           |
| L.M.L.H.A. (Loek) Hermans                | drs. L.M.L.H.A. (Loek) Hermans (1951)                  | 22 februari 2011 – 3 november 2015 |           |
| L.M.L.H.A. (Loek) Hermans                | drs. L.M.L.H.A. (Loek) Hermans (1951)                  | 22 februari 2011 – 3 november 2015 | 2011–2015 |
| L.M.L.H.A. (Loek) Hermans                | drs. L.M.L.H.A. (Loek) Hermans (1951)                  | 22 februari 2011 – 3 november 2015 | 2015–2019 |
|                                          | W.H. (Helmi) Huijbregts- Schiedon (1948)               | 3 november 2015 – 24 november 2015 |           |
| A. (Annemarie) Jorritsma                 | A. (Annemarie) Jorritsma (1950)                        | 24 november 2015 – 11 juni 2019    |           |
| A. (Annemarie) Jorritsma                 | A. (Annemarie) Jorritsma (1950)                        | 11 juni 2019 – 13 juni 2023        | 2019–2023 |
| E.I. (Edith) Schippers                   | drs. E.I. (Edith) Schippers (1964)                     | 13 juni 2023 – 1 januari 2025      | 2023–2027 |
|                                          | drs. T. (Tanja) Klip-Martin (1954)                     | 1 januari 2025 – heden             | 2023–2027 |